# Ашрамавасикапарва

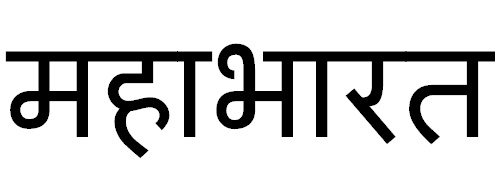
Махабха́рата

Ашрамавасикапарва (санскр.  आश्रमवासिकपर्व , «Книга о жизни в обители») — пятнадцатая книга «Махабхараты», состоит из 1062 двустиший (47 глав по критическому изданию в Пуне). «Ашрамавасикапарва» рассказывает об уходе в лесную обитель и завершении жизненного пути царя Дхритараштры, его супруги Гандхари и матери Пандавов Кунти через восемнадцать лет после битвы на Курукшетре.

## Сюжет

### Главы 1—24
Вайшампаяна продолжает рассказывать Джанамеджае о судьбе Пандавов. Обретя своё царство, Пандавы правят землёй, поставив во главе Дхритараштру. Отец Кауравов пользуется всеобщим уважением и почётом, и только к Бхимасене испытывает скрытую и взаимную неприязнь.
Однажды, спустя пятнадцать лет после битвы на Курукшетре, Бхимасена в кругу друзей похваляется убийством сыновей Дхритараштры так, чтобы он и Гандхари услышали эти слова. Дхритараштра в отчаянии собирает друзей и объявляет им о намерении уйти в лес вместе со своей супругой, чтобы вершить там подвижничество. Юдхиштхира поначалу отказывается отпустить Дхритараштру, но затем даёт согласие в соответствии с пожеланием появившегося Вьясы. Перед уходом Дхритараштра наставляет владыку Пандавов по вопросам внутренней и внешней политики, а затем спрашивает дозволения уйти в лес у собравшегося народа. После долгих колебаний жители доверяют ведение переговоров брахману по имени Самба. Тот сообщает об их покорности воле Дхритараштры и снимает вину за братоубийственную войну с него самого и с его сыновей, поскольку погибель рода Куру была предопределена судьбой.
Дхритараштра вместе с Гандхари удаляется в свои покои, а по прошествии ночи присылает к Юдхиштхире Видуру с просьбой выделить имущество для раздачи брахманам и для совершения поминальной жертвы в честь воинов, павших в битве на Курукшетре. Юдхиштхира с Арджуной выполняют желание Дхритараштры, несмотря на возражения Бхимасены. После приношения даров в течение десяти дней Дхритараштра, облачившись в мочало и шкуру оленя, ранним утром вместе с супругой трогается в путь. Его провожают горожане во главе с Пандавами. Кунти принимает решение покинуть Хастинапур, чтобы предаться подвижничеству в лесу в качестве прислужницы Дхритараштры и Гандхари.

### Главы 25—44
Приблизившись к Ганге, Дхритараштра совершает очищение, а затем в сопровождении спутников направляется в сторону Курукшетры и после встречи со святым мудрецом по имени Шатаюпа поселяется в его обители, где изнуряет себя аскетическими подвигами. Туда являются умудрённые йогины: Нарада, Парвата, Девала, Вьяса и другие. Обладающий ясновидением Нарада говорит, что Дхритараштре осталось жить три года, и предсказывает ему и его сподвижникам посмертную участь в небесных мирах.
Пандавы в тоске о своей матери доходят до полного безразличия к жизни и только внук Арджуны по имени Парикшит служит им утешением. Однажды Пандавы и Драупади в сопровождении горожан отправляются навестить Дхритараштру. Достигнув Курукшетры и переправившись через Ямуну, они приходят в лесную обитель Шатаюпы.
После бурных проявлений радости родственники вступают в беседу, в ходе которой Юдхиштхира интересуется местонахождением Видуры. Ему тотчас докладывают о появлении Видуры в лесной чаще вдали от обители. Владыка Пандавов поспешает за измождённым подвижничеством Видурой, и тот, прислонившись к дереву, силой йоги вселяется в тело Юдхиштхиры. Царь справедливости намеревается предать тело Видуры сожжению, но раздавшийся с небес голос повелевает оставить его в лесу. Вернувшись в обитель, Юдхиштхира рассказывает обо всём старому царю и остальным. После ночлега владыка Пандавов раздаёт подвижникам множество утвари, а затем вместе с братьями располагается возле отдыхающих Дхритараштры, Гандхари и Кунти. К ним приходят великие святые мудрецы во главе с Шатаюпой, а также Кришна Двайпаяна Вьяса, который объясняет необычность кончины Видуры тем, что тот был воплощением бога Дхармы, а потому обладал одной душой с Юдхиштхирой. Затем Вьяса обещает мощью своего подвижничества явить чудо и предлагает все присутствующим проследовать к Ганге. Расположившись на берегу, они при наступлении ночи наблюдают, как по призыву Вьясы из вод реки восстают тысячи павших в битве на Курукшетре воинов. Люди преисполняются радости, встретившись с ожившими родственниками, а наутро те прощаются и возвращаются туда, откуда пришли.
Уграшравас рассказывает, что в ответ на вопрос Джанамеджаи о том, как возможно возвращение мёртвых в прежнем облике, Вайшампаяна указывает на силу подвижничества Вьясы. Джанамеджая говорит, что поверит всему этому лишь тогда, когда Вьяса позволит ему увидеть покойного отца. Тут же к нему милостью Вьясы с небес на землю сходит Парикшит. Джанамеджая, обращаясь к мудрецу Астике, выражает свой восторг. Тот воздаёт хвалу подвижничеству, праведности и общению с людьми высокого духа. Джанамеджая восхваляет достоинства Астики и просит Вайшампаяну продолжить повествование.
Вайшампаяна продолжает рассказывать Джанамеджае о судьбе Пандавов. Узрев великое чудо, большинство людей уходят, куда хотят. Пандавы же со своими жёнами и с малой дружиной вслед за Дхритараштрой возвращаются в обитель. Там по совету Вьясы царь Кауравов предлагает Юдхиштхире вернуться в Хастинапур. Тот поначалу противится, но по настоянию Гандхари и Кунти соглашается.

### Сказание о визите Нарады (Главы 45—47)
Через два года после возвращения Пандавов в Хастинапур к Юдхиштхире является святой мудрец Нарада. Он рассказывает, что Дхритараштра, Гандхари и Притха после длительного сурового подвижничества встретили свою смерть в лесном пожаре на берегу Ганги. Эту весть принёс спасшийся из пожара Санджая, который затем ушёл в Гималаи. Пандавы оплакивают их гибель, а Юдхиштхира сетует на то, что пламя пожара не было освящено. Нарада упокаивает Пандавов, сообщая, что лесной пожар занялся от священных огней, которые оставил непогашенными после жертвоприношения Дхритараштра. Пандавы в сопровождении жён, горожан и жителей сельской округи направляются к Ганге, где совершают поминальные обряды и раздают обильные дары брахманам. Нарада уходит своим путём, а царь Юдхиштхира продолжает править царством, не испытывая при этом счастья.